# 後塔亞山
後塔亞山（德語：Hinterer Tajakopf），是奧地利的山峰，位於該國西部，由蒂羅爾州負責管轄，屬於米耶明山脈的一部分，距離前塔亞山0.5公里，海拔高度2,408米，人類在1890年首次登頂。